# Positivisme
 For alternative betydninger, se Positivisme (flertydig). (Se også artikler, som begynder med Positivisme (flertydig))
Positivisme (også kaldet social positivisme eller klassisk positivisme) – er en skole inden for filosofien og videnskabsteorien. I 1822 formulerede Auguste Comte loven om de tre stadier, som inddeler menneskets erkendelse i tre stadier; det teologisk-fiktive-, det metafysiske-abstrakte- og det positiv-videnskabelige stadium. Heri bliver den positive videnskabelige metode defineret som det ultimative niveau for den menneskelige opfattelse af verden.
I følge positivismen er al viden enten sand per definition, eller udledt ved hjælp af logik og fornuft fra sanseindtryk. Argumenter ud fra følelser, religion eller intuition afvises som uvidenskabelig.
Retningen associeres ofte - særlig gennem den associerede logiske positivisme - med naturvidenskaben. Comte selv havde dog som mål at skabe et fælles grundlag for al videnskab. 

## Comtes tre stadier af menneskelig erkendelse
Comtes tre stadier er som følger:

### Det teologisk-fiktive stadie
I dette stadie opfattes verdens fænomener som resultat af gudernes indgriben. Der stilles ikke spørgsmål ved noget af det, idet alt kan forklares ved reference til en guddom. I den nordiske mytologi var torden eksempelvis skabt af guden Thor, når han slog med sin hammer.

### Det metafysisk-abstrakte stadie
Dette stadie opfatter verden som en serie af abstrakte eller metafysiske fænomener. Verden styres altså af skjulte kræfter eller hemmelige love, som ikke kan iagttages af det menneskelige intellekt. Et eksempel på dette er tyngdekraften, som af Newton bare blev opfattet som en skjult og uforståelig kraft, som han kun kunne observere og beskrive uden at dog forstå. Dette har ændret sig i moderne tid med den partikelfysiske standardmodel.

### Det positivistisk-videnskabelige stadie
Dette stadie er det ultimative for det menneskelige intellekt ifølge Auguste Comte, og betegner en tankegang, hvori der gives slip på forestillingen om at kunne forstå meningen med verden og forestillingen om en højere magt, hvorefter der i stedet fokuseres på at forstå verdens mekanismer og forudsige fremtidige hændelser. Comte udtrykker det som “At vide for at forudse med henblik på at kunne.” Den partikelfysiske standardmodel fra forrige sektion er et godt eksempel på denne ændring.